# Lac Barrière
Lac Barrière är en sjö i Kanada.   Den ligger i kommunen Rouyn-Noranda i regionen Abitibi-Témiscamingue och provinsen Québec, i den sydöstra delen av landet, 400 km nordväst om huvudstaden Ottawa. Lac Barrière ligger 262 meter över havet.
I omgivningarna runt Lac Barrière växer i huvudsak blandskog. Trakten runt Lac Barrière är nära nog obefolkad, med mindre än två invånare per kvadratkilometer.